# 國軍看護士官學校 (韓國)
國軍看護士官學校（韓語：국군간호사관학교；英語：Korea Armed Forces Nursing Academy）成立於1951年1月6日，是大韓民國培養護理人員軍官的學校，位於大田廣域市，隸屬於大韓民國國防部。學制為四年制。歷年來護理師國家考試的合格率均為100%。

## 外部連結
- 官網 （页面存档备份，存于）